# Molkenbaum bei Frankershausen
Der Molkenbaum bei Frankershausen im nordhessischen Werra-Meißner-Kreis wurde bereits in der Mitte der 1930er Jahre zu einem Naturdenkmal erklärt. Das Alter des Baumes ist schwer zu bestimmen, sein Pflanzdatum ist unbekannt.

## Standort

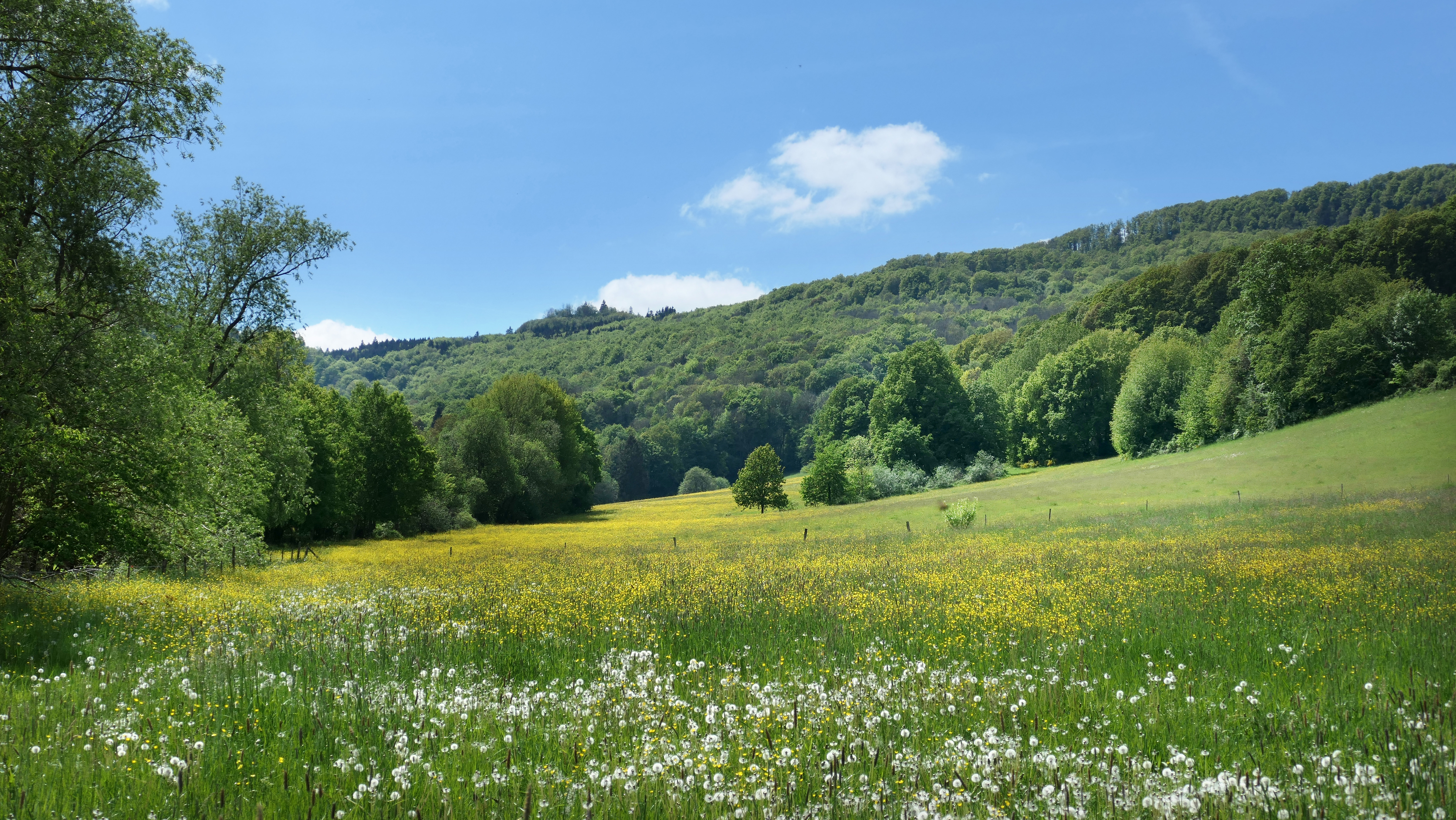
Die Wiese mit dem Molkenbaum liegt an der nordöstlichen Seite des Meißners, dessen bewaldete Hänge hier zum Fauna-Flora-Habitat-Gebiet „Werra- und Wehretal“ gehören

Der Molkenbaum steht auf einer Wiese auf der nordöstlichen Seite des Meißners, oberhalb einer mit Wasser gefüllten Senke, der „Alter Teich“ genannt wird. Sein Wuchsort befindet sich rund 1700 m südwestlich von Frankershausen und etwa 1200 m südlich von Frankenhain in der Gemeinde Berkatal, innerhalb des Geo-Naturparks Frau-Holle-Land. Nach der naturräumlichen Gliederung Deutschlands, die auf der Geographischen Landesaufnahme des Instituts für Landeskunde Bad Godesberg basiert, liegt der Bereich im Grenzgebiet zwischen der Teileinheit Meißnervorland (358.03) des Unteren Werraberglands (358) und der Teileinheit Hoher Meißner (357.81) des Fulda-Werra-Berglands (357). Sie werden der Haupteinheitengruppe des Osthessischen Berglands zugeordnet.

## Geschichte
In dem Bereich der Meißnerwiesen bei Frankershausen stand auch der „Original“-Molkenbaum, bevor er im ersten Jahrzehnt des 20. Jahrhunderts niedergebrannt wurde. Über den Verlust wurde seinerzeit landesweit berichtet. So schrieb die in Berlin erschienene Wochenschrift Die Gartenwelt im Jahr 1906, dass der „weitbekannte Molkenbaum […], in dessen Schatten so mancher Meißnerwanderer rastete, um den Ausblick in die malerische Umgebung zu genießen, […] durch ein von Frevlerhand in seinem hohlen Stamm entzündetes Feuer eingeäschert worden“ ist. Die mächtige Linde, die damals an die 600 Jahre alt gewesen sein soll, galt als „ein Wahrzeichen für die weite Umgebung und manchem Wandersmann hat sie an heißen Sommertagen erquickenden Schatten gespendet“, stand in der Monatsschrift Thüringer Warte, die ebenfalls über das Ende des Molkenbaumes berichtete.
In Hessenland, der Zeitschrift für hessische Geschichte und Literatur, wird der Molkenbaum als der „älteste und stärkste Baum im Kreise Eschwege“ bezeichnet. „Unter dieser Linde, deren Äste gewaltigen Bäumen gleichen, versammelten sich früher die Meißnerhirten mit ihren Herden, hier wurden auch die Kühe gemolken, woher die Bezeichnung Molkenbaum stammen mag. Kürzlich wurde der hohle Stamm der Linde angezündet, die nach zweitägigem Brand in sich zusammen stürzte. Zu verwundern ist, daß bei der langen Dauer des Brandes keine Löschversuche unternommen wurden.“

## Schutz

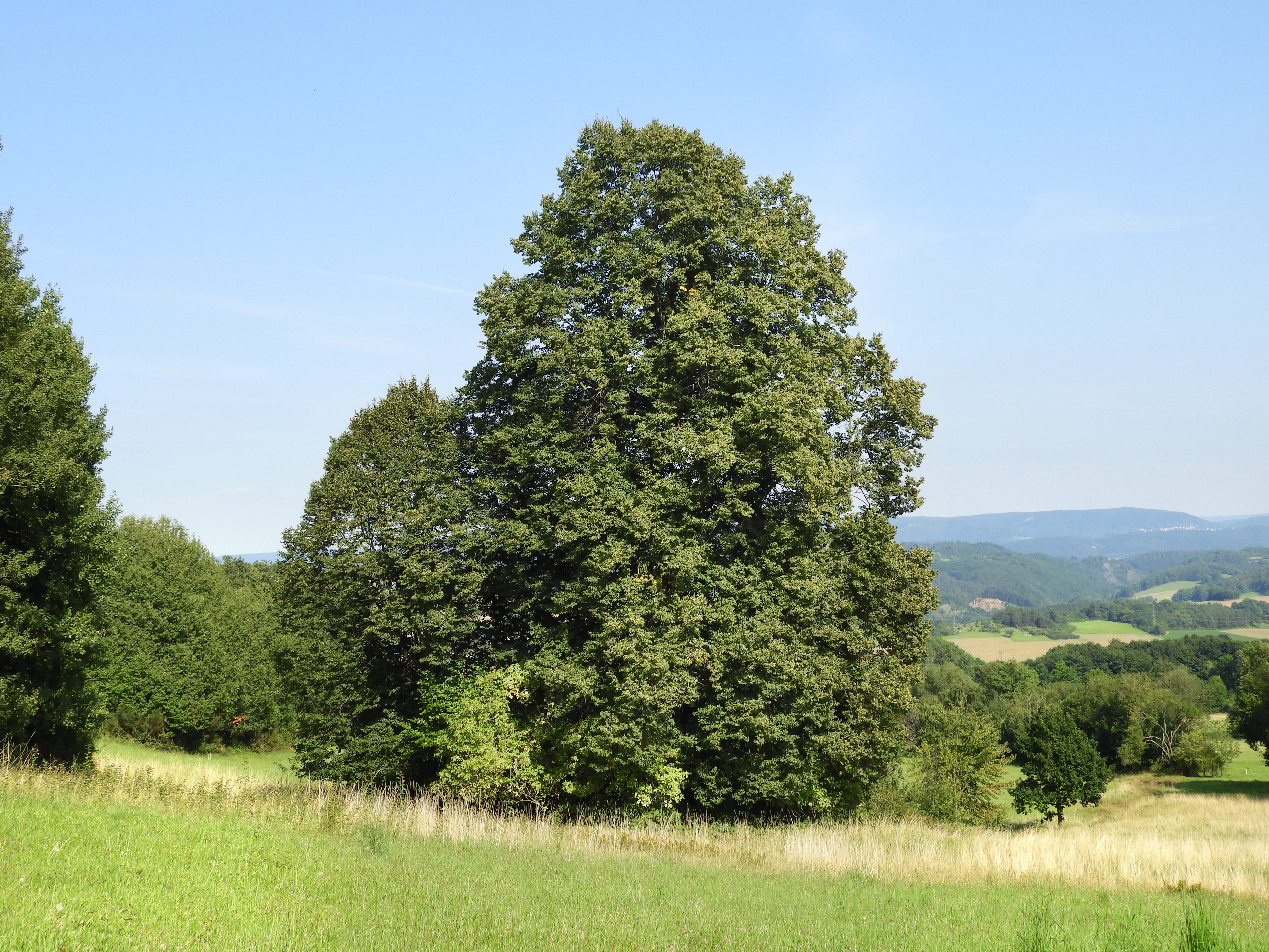
Der Molkenbaum im östlichen Meißnervorland

Der Molkenbaum, der in der Liste der Naturdenkmale des Werra-Meißner-Kreises die Nummer 636.535 besitzt, wurde anlässlich der Neuregelung des Naturschutzes durch das Reichsnaturschutzgesetz vom 26. Juni 1935, mit Zustimmung der höheren Naturschutzbehörde, unter der laufenden Nummer 35 in das Naturdenkmalbuch des Kreises Eschwege eingetragen und erhielt durch die Verordnung zur Sicherung von Naturdenkmalen in den Stadt- und Landkreisen des Regierungsbezirks Kassel am 1. November 1936 den Schutz des Reichsnaturschutzgesetzes. Mit dem Inkrafttreten des Bundesnaturschutzgesetzes im Dezember 1976, das das bis dahin geltende Reichsnaturschutzgesetz ablöste, wird der Molkenbaum als „rechtsverbindlich festgesetzte Einzelschöpfung der Natur“ durch das Bundesnaturschutzgesetz geschützt.